# Acélfoltos erdeigerle
Az acélfoltos erdeigerle (Turtur afer) a madarak osztályának galambalakúak (Columbiformes) rendjébe, a galambfélék (Columbidae) családjába és a galambformák (Columbinae) alcsaládba tartozó faj.

## Rendszerezése
A fajt Carl von Linné svéd természettudós írta le 1766-ban, a Columba nembe Columba afra néven.

## Előfordulása
Angola, Benin, Bissau-Guinea, Burkina Faso, Burundi, Csád, a Dél-afrikai Köztársaság, Dél-Szudán, Elefántcsontpart, Egyenlítői-Guinea, Eritrea, Etiópia, Gabon, Gambia, Ghána, Guinea, Kenya, Kamerun, a Kongói Köztársaság, a Kongói Demokratikus Köztársaság, a Közép-afrikai Köztársaság, Libéria, Malawi, Mali, Mauritánia, Mozambik, Niger, Nigéria, Ruanda, Szenegál, Sierra Leone, Szudán, Tanzánia, Togo, Uganda, Zambia és Zimbabwe területén honos.
Természetes élőhelyei a szubtrópusi vagy trópusi síkvidéki és hegyi esőerdők, füves puszták, szavannák és cserjések, valamint ültetvények és vidéki kertek. Vonuló faj.

## Megjelenése
Testhossza 22 centiméter, testtömege 53–74 gramm.
|  |

## Életmódja
Magvakkal táplálkozik, de termeszeket és kisebb csigákat is fogyaszt.

## Természetvédelmi helyzete
Az elterjedési területe rendkívül nagy, egyedszáma pedig stabil. A Természetvédelmi Világszövetség Vörös listáján nem fenyegetett fajként szerepel.